# 興聖寺 (宇治市)

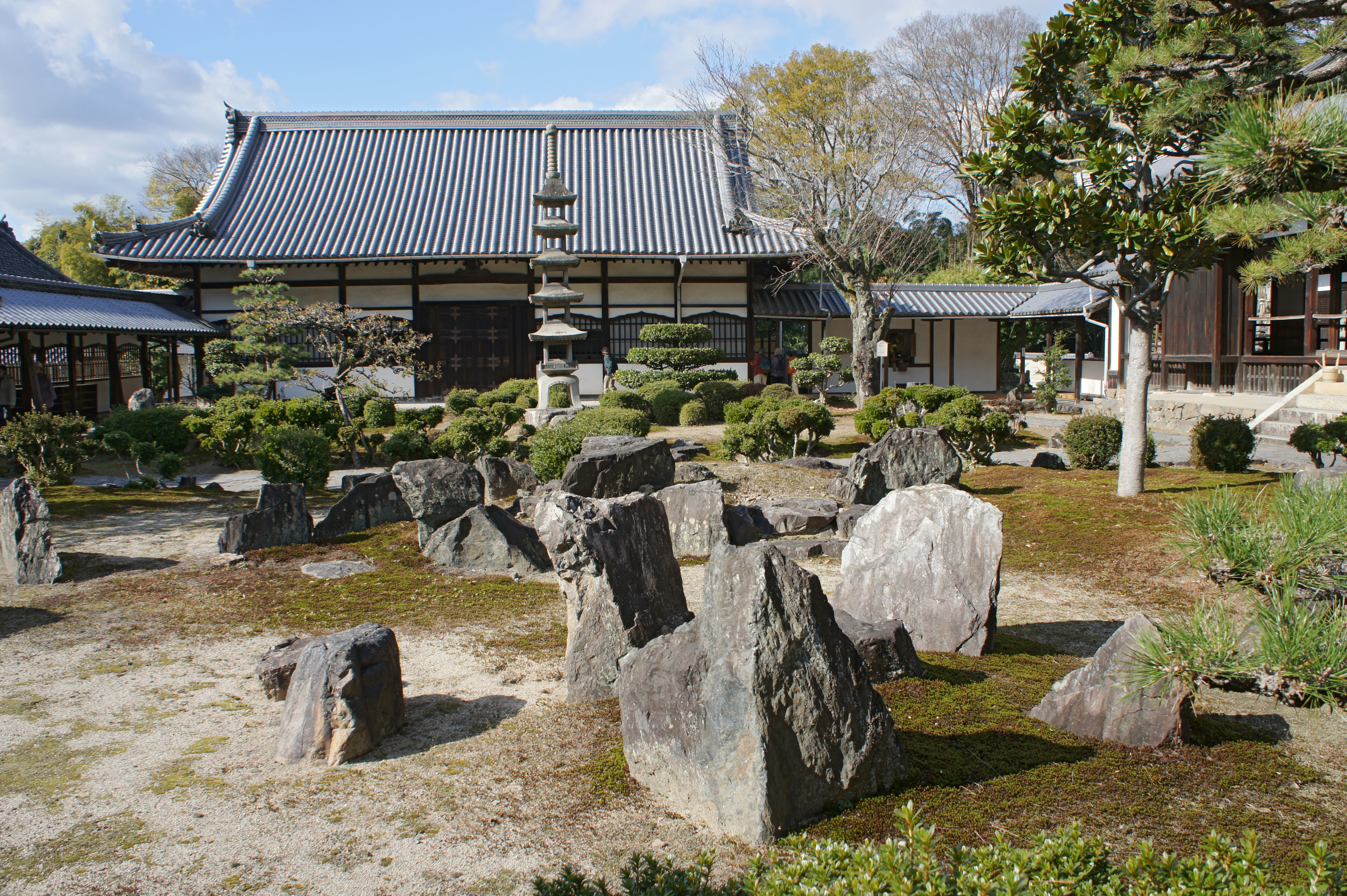
庭園

興聖寺（こうしょうじ）は、京都府宇治市宇治山田にある曹洞宗の寺院。山号は仏徳山（ぶっとくさん）。本尊は釈迦三尊。日本曹洞宗最初の寺院で、道元が興聖宝林寺を建立したことから始まる。参道は「琴坂」と称し、紅葉の名所として人気を博している。「春岸の山吹」「興聖の晩鐘」は宇治十二景に含まれている。境内は京都府の興聖寺文化財環境保全地区に決定されている。
同じく道元により開かれた滋賀県の同名寺院については興聖寺 (高島市)へ。

## 歴史
道元は宋から安貞元年（1227年）に帰国すると、しばらく建仁寺に身を寄せた。その後、深草（現・京都市伏見区深草）の安養院に閑居した。寛喜元年（1229年）頃のこととされる。安養院はかつて深草にあった藤原氏ゆかりの大寺院極楽寺の跡で、現在の京都市伏見区深草宝塔寺山町付近にあったと推定されている。天福元年（1233年）、道元は深草に興聖寺を開創する。『永平広録』によれば嘉禎2年（1236年）に開堂式が行われ、観音導利院興聖宝林禅寺と号した。なお、その前年の嘉禎元年（1235年）の「宇治観音導利院僧堂建立勧進之疏」（『建撕記』所収）によると、当時の興聖寺には仏堂はあったが法堂と僧堂はまだなく、道元は僧堂建立のための勧進を呼びかけていた。建築史家の太田博太郎は、この時点（嘉禎元年）からわずか1年足らずの嘉禎2年に伽藍が完成していたとは考えられないとしている。
興聖寺は比叡山延暦寺の弾圧を受け、寛元元年（1243年）に道元が越前国に下向して以降荒廃し、住持4代で廃絶した。
江戸時代の慶安元年（1648年）、淀藩主の永井尚政が万安英種を招聘して第5世住持とし、朝日茶園のあった現在地に再興した。
寛文4年（1664年）に畿内の触頭寺院となる。延享4年（1747年）には永平寺の末寺となっている。
当寺に伝わる古文書は『興聖寺文書』として刊行されている。

## 境内

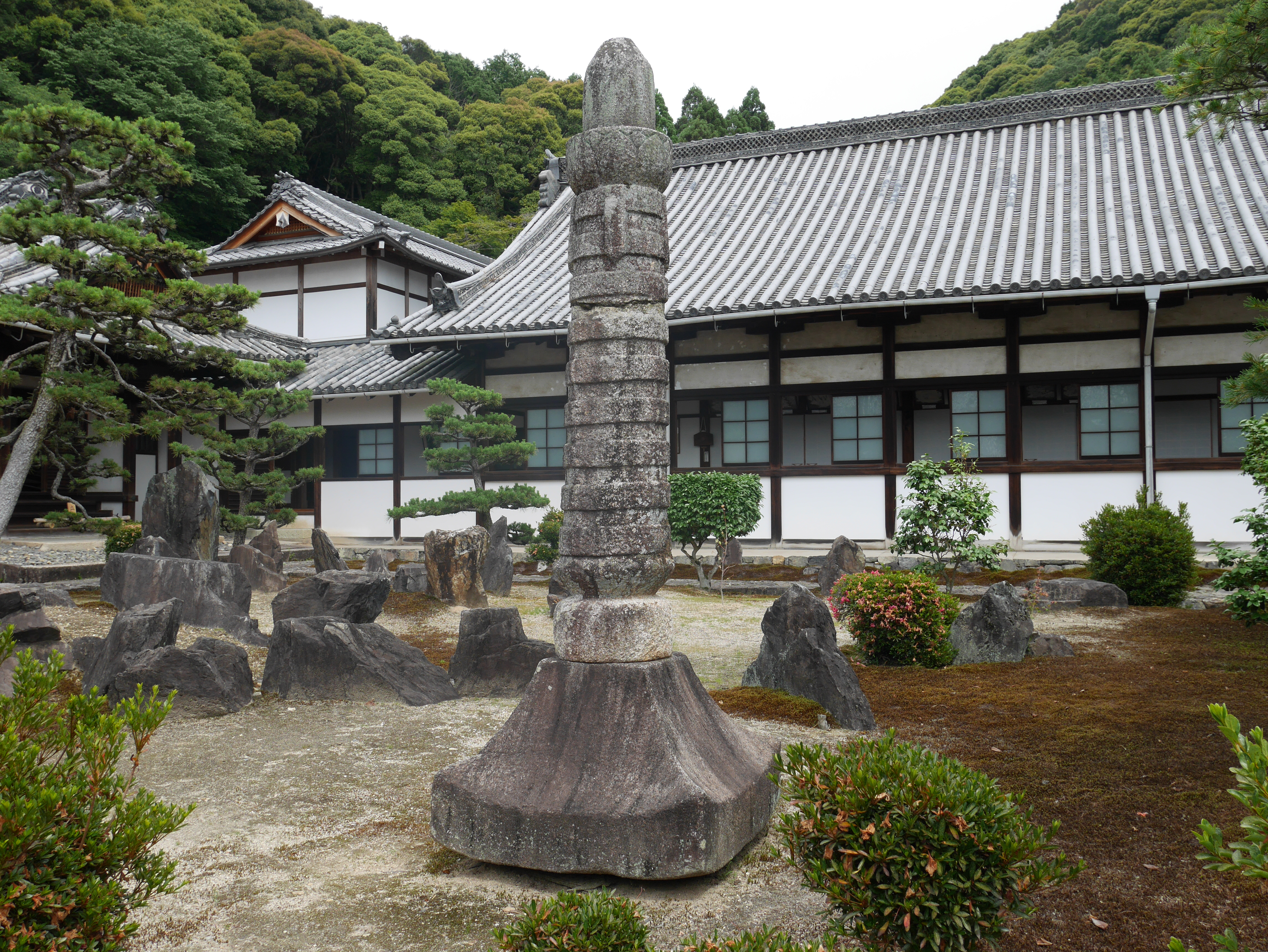
興聖寺石造相輪

- 法堂（本堂、宇治市指定有形文化財） - 慶安元年（1648年）に伏見城から移築され、改築された。伏見城の戦いの際に東軍の鳥居元忠率いる守備兵は敗北し、自害した。その血が付いたままの床板を天井板として使っているため、血天井と呼ばれている。勅額「興聖寶林禅寺」は四条天皇の筆である。
- 宝物殿（祠堂殿、知祠堂、宇治市指定有形文化財） - 祀られている聖観音菩薩立像（宇治市指定有形文化財）は手習観音と呼ばれている。『源氏物語』宇治十帖の手習之古蹟である「手習の杜」に祀られていたとされる。
- 天竺堂（天竺殿、宇治市指定有形文化財）
- 開山堂（老梅庵、宇治市指定有形文化財） - 寛延3年（1750年）に塔頭・東禅院の大悲殿を移築したもの。
- 枯山水庭園
- 淀藩主永井家墓所（京都府指定史跡）
- 大書院 - 1912年（明治45年）建立。宇治川電気が当寺の西に発電所を作りたいというので境内の一部を売却し、資金とした。1919年（大正8年）に貞明皇后行啓の際に使用された。
- 方丈
- 庭園
- 逝水閣
- 庫裏（宇治市指定有形文化財）
- 庭園（京都府指定名勝）
- 五重石塔
- 浮島十三重石塔九重目の笠石と相輪 - 浮島十三重石塔は1908年（明治41年）に再建されたが、九重目の笠石と相輪は当寺に移された。
- 中雀門（薬医門、宇治市指定有形文化財） - 弘化3年（1846年）建立。
- 僧堂（宇治市指定有形文化財） - 慶安元年（1648年）建立。元禄15年（1702年）に改築。
- 衆寮（宇治市指定有形文化財）
- 東司
- 浴司（宇治市指定有形文化財）
- 鎮守社（宇治市指定有形文化財） - 祭神：秋葉大権現。六角形の建物。
- 鐘楼（宇治市指定有形文化財） - 慶安4年（1651年）建立。梵鐘（宇治市指定有形文化財）も慶安4年（1651年）の鋳造。「興聖寺の晩鐘」として「宇治十二景」と「宇治十境」の一つに数えられている。
- 山門（竜宮造、宇治市指定有形文化財） - 天保15年（1844年）に改築。
- 茶筅塚 - 門前に茶筅を供養する塚がある。毎年10月の茶まつりには、ここで茶筅塚供養の儀が行われる。
- 十三重石塔
- 石塔 - 江戸時代初期の造立。
- 琴坂（京都府指定名勝） - 表門からの参道。後述。
- 表門（石門） - 慶安年間（1648年 - 1651年）建立。

### 琴坂
宇治川右岸に面した表門より山門に通じるまでの200ｍ程の緩やかな勾配参道は、「琴坂」と呼ばれ、京都府指定名勝となっている。紅葉と桜で有名である。
琴坂の参道沿いに流れる湧き水は、本堂脇の貯水槽に一旦貯められた朝日山の山水が流れており、その水の流れがあたかも琴の音色に聞こえ、長い参道が琴の形状に似ていることから琴坂と呼ばれるようになった。

## 文化財

### 京都府指定有形文化財
- 紙本著色十界図 六曲屏風 右隻 1隻
- 紙本著色十界図 六曲屏風 左隻 1隻
- 絹本著色釈迦三尊十六善神像 1幅
- 絹本著色釈迦三尊十六羅漢像 1幅
- 絹本著色十六羅漢像 賓度羅跋羅惰闍尊者 1幅
- 絹本著色十六羅漢像 迦諾迦伐蹉尊者 1幅
- 絹本著色十六羅漢像 迦諾跋釐堕闍尊者 1幅
- 絹本著色十六羅漢像 蘓賓陀尊者 1幅
- 絹本著色十六羅漢像 諾距羅尊者 1幅
- 絹本著色十六羅漢像 跋陀羅尊者 1幅
- 絹本著色十六羅漢像 迦理迦尊者 1幅
- 絹本著色十六羅漢像 伐闍羅尊者 1幅
- 絹本著色十六羅漢像 戎博伽尊者 1幅
- 絹本著色十六羅漢像 半諾迦尊者 1幅
- 絹本著色十六羅漢像 羅怗羅尊者 1幅
- 絹本著色十六羅漢像 那伽犀那尊者 1幅
- 絹本著色十六羅漢像 因掲侘尊者 1幅
- 絹本著色十六羅漢像 伐那波斯尊者 1幅
- 絹本著色十六羅漢像 阿氏多尊者 1幅
- 絹本著色十六羅漢像 注荼半諾迦尊者 1幅

### 京都府指定史跡
- 淀藩主永井家墓所

### 京都府指定名勝
- 興聖寺庭園及び琴坂

### 京都府環境保全地区
- 興聖寺文化財環境保全地区

### 宇治市指定有形文化財
- 興聖寺伽藍 12棟
  - 本堂（法堂） 1棟
  - 僧堂 1棟
  - 庫裏 1棟
  - 衆寮 1棟
  - 浴室（浴司） 1棟
  - 楼門（山門） 1棟
  - 薬医門（中雀門） 1棟
  - 鐘楼 1棟
  - 天竺殿 1棟
  - 開山堂 1棟
  - 知祠堂 1棟
  - 秋葉大権現 1棟
- 木造聖観音菩薩立像
- 絹本着色釈迦三尊十六羅漢像
- 梵鐘

## 所在地
京都府宇治市宇治山田27

## 交通アクセス
- 京阪電気鉄道宇治線宇治駅より徒歩15分
- JR奈良線宇治駅より徒歩15分